# Wendel Strömbeck
Wendel Buster Maria Strömbeck, född 14 oktober 1986 i Hägerstens församling, är en svensk serieskapare och illustratör. Strömbeck har bland annat publicerats i tidskriften Bang. Serieboken Error i cisblicken från 2014 handlar om omvärldens syn på transpersoner. Strömbeck var under 2010-2015 aktiv i det feministiska serietecknarnätverket Dotterbolaget och startade tillsammans med sin parhäst Ida Engblom upp Dotterbolaget Stockholm år 2011. Strömbeck och Engblom startade även upp folkhögskolekursen Serietecknarutbildningen på Skarpnäcks folkhögskola år 2016, vilken sedermera bytt namn till Serier, illustration & animation.
Animatör, inbetweener, coloring assistant, skådespelare: https://www.imdb.com/name/nm6327840/?ref_=fn_all_nme_3 https://www.imdb.com/name/nm3433027/?ref_=fn_all_nme_1